# По ту сторону (фильм, 1958)
«По ту сторону» — художественный фильм, снятый в 1958 году режиссёром Фёдором Филипповым.

## Сюжет
1921 год. Комсомольцы Матвеев и Безайс, прибывшие в Читу, на тот момент столицу ДВР, получают задание перейти через линию фронта в тыл белых и попасть в партизанский штаб, расположенный в селе Анучино. В Хабаровске Матвеев хочет встретиться с комсомолкой Лизой, в которую влюблён, однако в дороге он теряет ногу в результате тяжёлого ранения. Лиза отказывается от Матвеева, узнав о его инвалидности, но его преданно любит девушка Варя, которую он спас от рук анархистов. Матвеев погибает от пули патруля, расклеивая агитационные листовки.

## В ролях
- Всеволод Сафонов — Антон Матвеев
- Юрий Пузырёв — Виктор Безайс
- Людмила Касаткина — Варя
- Евгений Шутов — солдат
- Владимир Емельянов — Никола
- Сергей Филиппов — Майба, анархист
- Елена Муратова — Лиза
- Григорий Белов — доктор
- Сергей Калинин — Жуканов
- Вадим Захарченко — белогвардейский офицер
- Александр Лебедев — анархист (нет в титрах)

## Съёмочная группа
- Художник-постановщик: Евгений Черняев
- Текст песен: Лев Ошанин
- Звукорежиссёр: Александр Павлов
- Монтаж: Всеволод Массино

## Создание
Фильм снят по мотивам одноимённого романа Виктора Кина, впервые опубликованного в 1928 году и повествующего о событиях на Дальнем Востоке, охваченном огнём гражданской войны. В создании сценария принимала участие знаменитая исследовательница Цецилия Кин.
Некоторые эпизоды снимали в деревне Мошево, на месте рядом с горой, на которой во время гражданской войны стояла артиллерийская батарея и проходили реальные боевые действия между красными и белыми. Для этого параллельно уже существующей основной железнодорожной ветке, построенной французами в 1905 году, кинематографисты уложили три дополнительных звена пути и поставили настоящий бронепоезд, а некоторые местные жители поучаствовали в массовых сценах. Ряд эпизодов был снят в городе Молотове.
В фильме лейтмотивом звучит «Песня о тревожной молодости», написанная Александрой Пахмутовой на стихи Льва Ошанина. Также Пахмутова написала к картине ещё четыре песни на стихи Ошанина и несколько симфонических фрагментов